# Tom Keller
Tom Keller (* 1985 in Bern) ist ein Schweizer Filmemacher und Kameramann.

## Werdegang
Nach der Matur 2004 am zweisprachigen Gymnasium Biel/Bienne machte Keller zuerst ein Praktikum beim Lokalfernsehen Lyss und Umgebung und später eines beim Schweizer Fernsehen SRF. 2007 besuchte er die Filmklasse des Propädeutikums der Zürcher Hochschule der Künste (ZHdK) unter der Leitung von Anna Luif. In den darauf folgenden Jahren besuchte er die Filmschule der ZHdK unter der Leitung von Bernhard Lehner. 2012 schloss er mit dem Kurzfilm Parachutes im Bereich Kamera ab.
Seine Tätigkeit als Kameramann und Filmemacher begann parallel zu seinem Studium. 2009 gründete er die Schweizer Filmproduktionsfirma 24frames GmbH. Er produzierte und filmte mit seiner Firma Werbefilme, später auch Dokumentarfilme wie Winna – Weg der Seelen.
Als freischaffender Kameramann war er das erste Mal 2010 für den Kino-Dokumentarfilm «Der Choreograf Heinz Spörli» von Regisseur Werner Zeindler tätig. 2013 drehte er mit Achtung, fertig, WK! als zweiter Kameramann seinen ersten Kinospielfilm.
Von 2015 bis 2019 drehte er mit dem Regisseur Alex Martin und den Schauspielern Peter Lohmeyer, Anja Kling, Hinnerk Schönemann und Claudia Mehnert die Serie Capelli Code. Er lebt in Berlin.

## Filmografie (Auswahl)
(Spielfilme/Dokumentarfilme/Kurzfilme)
- 2010: Der Choreograf Heinz Spoerli (Dokumentarfilm)
- 2010: Fuxing Park (Dokumentarfilm)
- 2011: Mission Accomplished (Kurzfilm)
- 2011: Heidi Goes Alfa (Dokumentarfilm)
- 2012: Parachutes (Kurzfilm)
- 2013: Die roten Schuhe (Regie: Aurora Vögeli)
- 2014: Die Hälfte der Welt (Regie: Jérôme Furrer)
- 2014: Von Faltbooten und Heringen (Kurzfilm)
- 2014: Winna – Weg der Seelen (Dokumentarfilm)
- 2014: Mirages (Regie: Wendy Pillonel)
- 2015: Luftschloss (Regie: Olga Dinnikova)
- 2017: Die Einzigen (Regie: Maria Sigrist)
- 2018: Faul! (Dokumentarfilm)
- 2020: Live (Regie: Lisa Charlotte Friedrich)
- 2020: Why Are We Not Creative (Dokumentarfilm)
- 2020: Corona Obsession (Regie: Erdal Dizman)
- 2025: The Exposure